# Nilojärvi (sjö i Norra Österbotten)
Nilojärvi är en sjö i Finland. Den ligger i kommunen Kuusamo i landskapet Norra Österbotten, i den nordöstra delen av landet, 700 km norr om huvudstaden Helsingfors. Nilojärvi ligger 253,2 meter över havet. Den är 4,05 meter djup. Arean är 87,3 hektar och strandlinjen är 8,07 kilometer lång. Sjön  ingår i Kems huvudavrinningsområde. 